# Santeri Levas
Benno Alexander „Santeri“ Levas (do roku 1936 Lehmann; 8. února 1899 – 10. března 1987) byl finský spisovatel a fotograf, nejznámější svými knihami o skladateli Jeanu Sibeliusovi.

## Životopis
Santeri Levas se narodil v Helsinkách ve Finském velkovévodství v roce 1899 do rodiny Nicolaie Lehmanna a Hertty rozené Piispanen. Jeho hlavní kariéra byla ve službách Kansallis-Osake-Pankki (1923–1962) jako dopisovatel a vedoucí oddělení, ale v polovině 20. let začal publikovat fakta i fikci, nejprve pod pseudonymem. Levas získal titul magistra umění (1936) a soudního překladatele.
Levas sloužil jako dlouholetý soukromý tajemník Jeana Sibelia od roku 1938 až do své smrti v roce 1957. Během jejich diskuzí se mu podařilo sepsat jedinečný materiál pro mistrovu biografii, ale bylo dohodnuto, že kniha by měla být vydána až po skladatelově smrti.
V roce 1945 však Levas vydal fotografickou knihu o Sibeliově sídle Ainola v Järvenpää; samostatná vydání byla vydána ve finštině a švédštině. Druhé vydání, Jean Sibelius a jeho domov, z roku 1955 představilo text ve čtyřech jazycích.
Hlavní dílo Levase, dvousvazková biografie Sibelia, bylo poprvé publikováno ve finštině v letech 1957–1960 a přeloženo do angličtiny jako zkrácená verze, Sibelius: Osobní portrét, v roce 1972. Vydal také biografii Clary a Roberta Schumannových a několik cestopisů, mimo jiné pozorující a dokumentující život v poválečném Německu a Rakousku.
V letech 1940–1950 byl Levas předsedou Helsinské a později Finské fotografické společnosti. Byl také čestným členem Fédération Internationale de l'Art Photographique a členem Královské fotografické společnosti (ARPS). Jeho fotografie a spisy byly publikovány ve Švédsku, Německu, Rakousku a Švýcarsku.
Santeri Levas zemřel ve věku 88 let v Helsinkách.

## Spisy
- Syntymähoroskooppi: Astrolog alkeiskirja (Horoskoopin lukeminen). Mystica, Helsinky 1925 (jako Benno A. Lehmann ).
- Näkymätön käskijä ja muita kertomuksia. WSOY 1928 (jako Benno A. Piispanen ).
- Jean Sibelius a hänen Ainolansa. Otava 1945.
- Jean Sibelius och hans lem. Schildt 1945.
- Kameran taidetta. Editovali Santeri Levas a Arvi Hanste. Kameraseura & WSOY 1946.
- Helsinky: valoa ja varjoa. Editovali Arvi Hanste, Santeri Levas a Veli Molander. WSOY 1950.
- Suuren hlavní role: Robert a Clara Schumannin elämäntarina. WSOY 1952.
- Jättiläisten jäljissä: Autolla Itävallassa a muuallakin. WSOY 1955.
- Jean Sibelius ja hänen Ainolansa – Jean Sibelius och hans hem – Jean Sibelius a jeho domov – Jean Sibelius und sein Heim. (2. vydání. ) Otava 1955.
- Nuori Sibelius: Jean Sibelius, jeho suuresta ihmisestä: ensimmäinen osa. WSOY 1957.
- Järvenpään mestari: Jean Sibelius, muistelma suuresta ihmisestä: toinen osa. WSOY 1960.
- Kultaisen saaren kevät: Kirja Mallorcasta a sen rakastavaisista. WSOY 1963.
- Ihmisiä Itämeren aurinkosaarella: Tarua a totta Gotlannista. WSOY 1966.
- Romanttinen reitti halki Saksan: Autolla Itämereltä Baijerin alpeille. WSOY 1971.
- Jean Sibelius. Tõlkinud L. Sarv a L. Viiding. Eesti Raamat 1971.
- Sibelius: Osobní portrét. Přeložil Percy M. Young. JM Dent 1972.
- Jean Sibelius: Muistelma suuresta ihmisestä. WSOY 1986. (Kombinované vydání.)

## Galerie

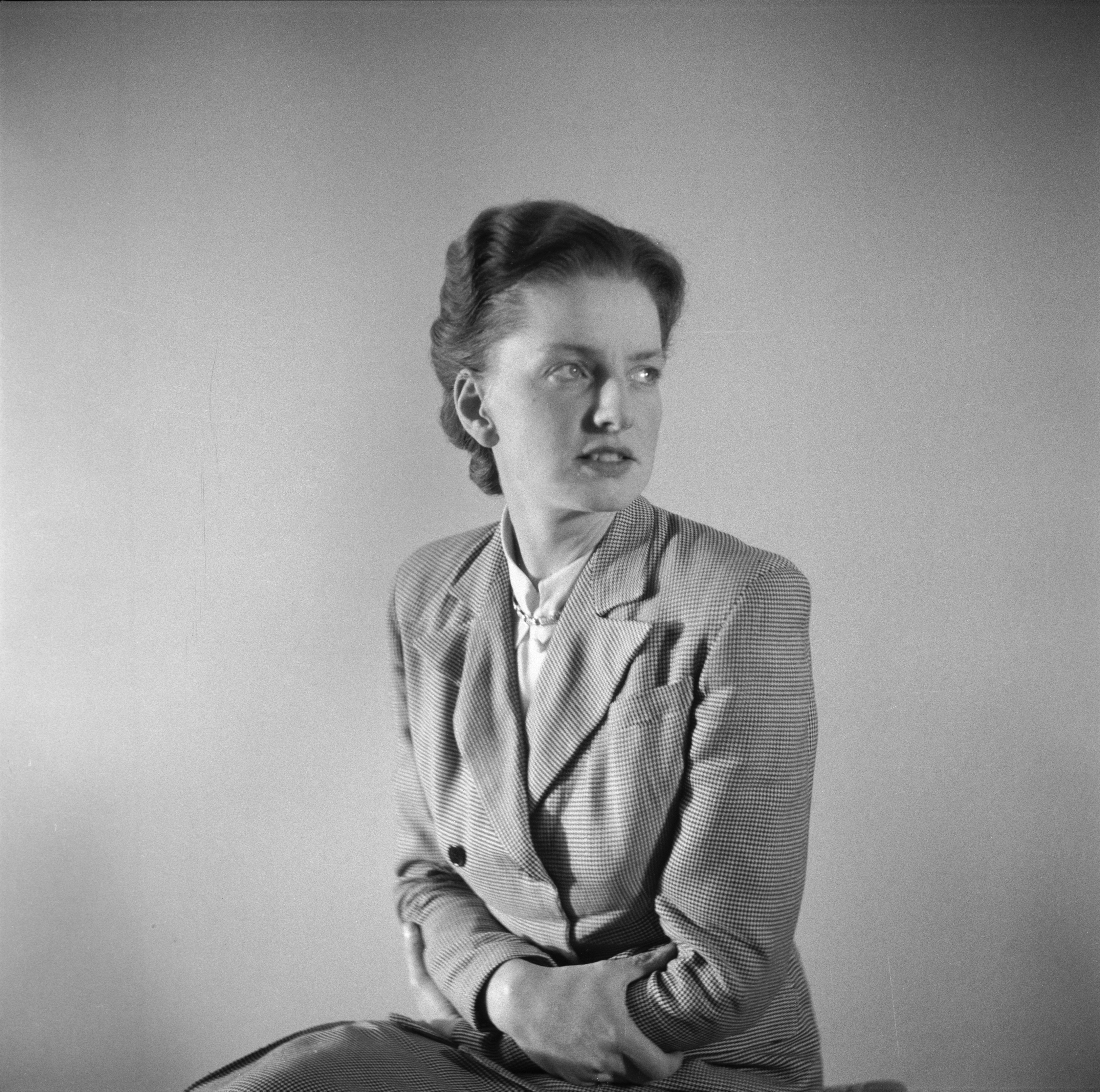
Heidi Blomstedt
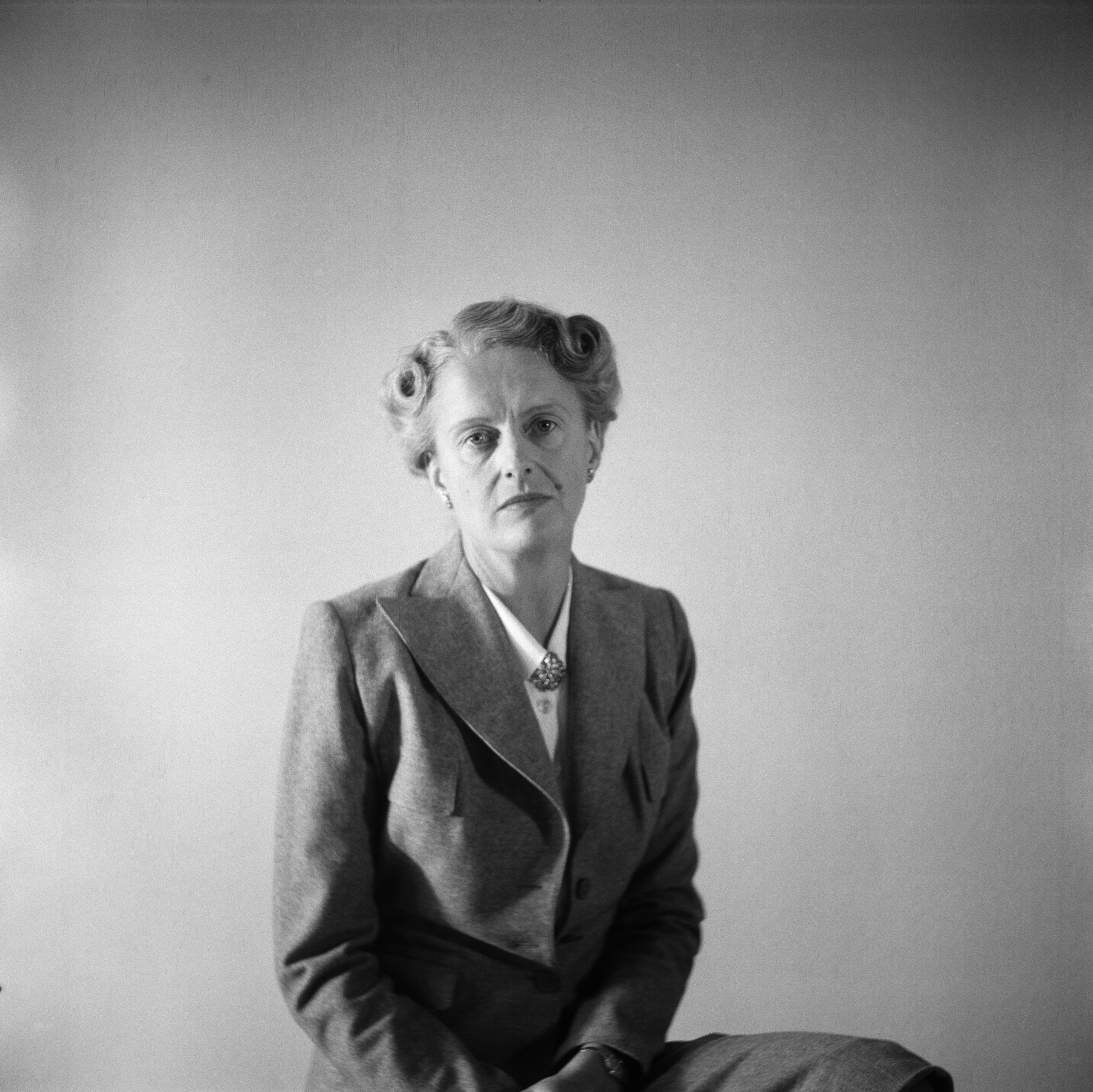
Katarina Ilves
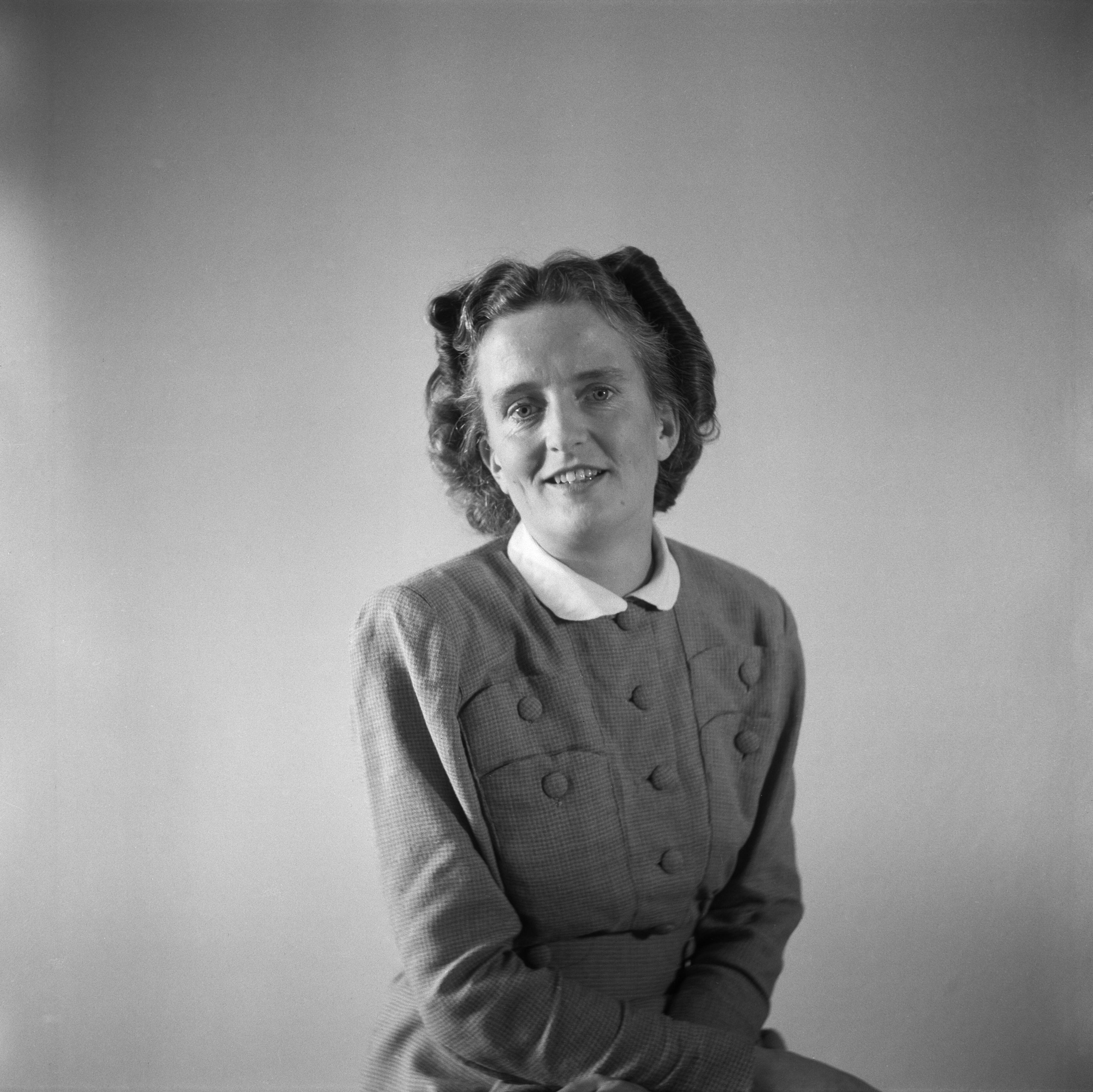
Margareta Jalas
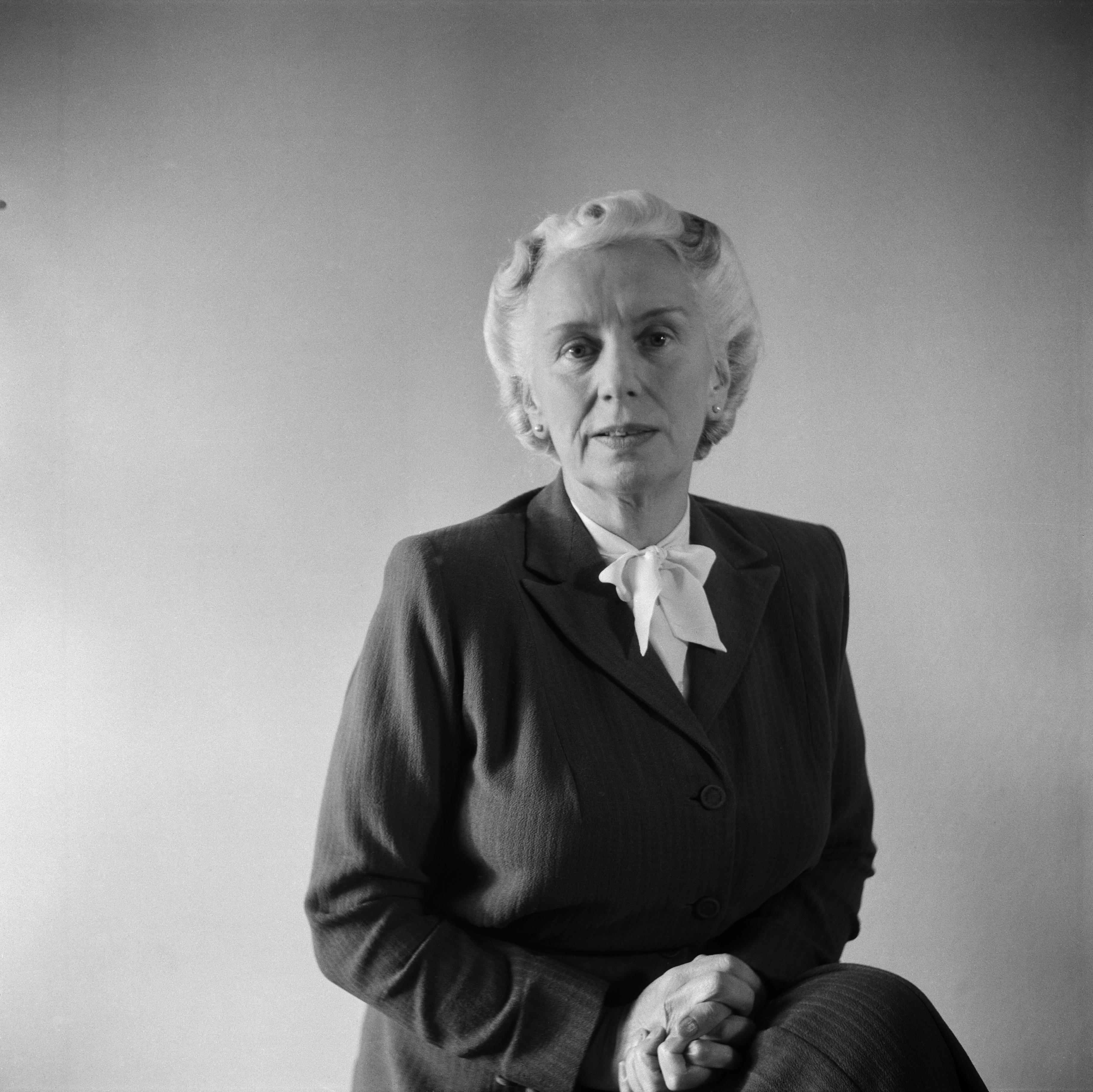
Eva Paloheimo
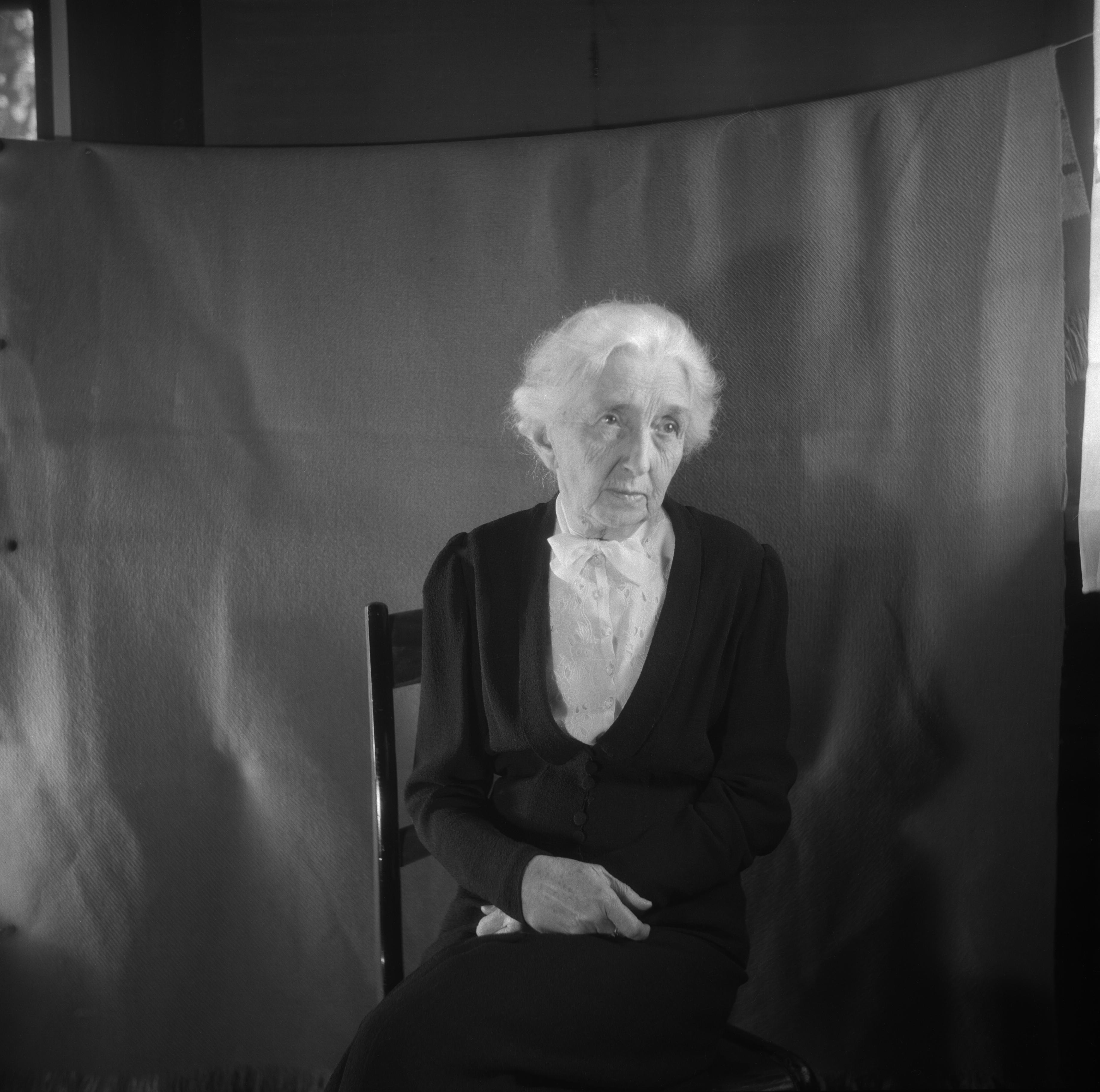
Aino Sibelius
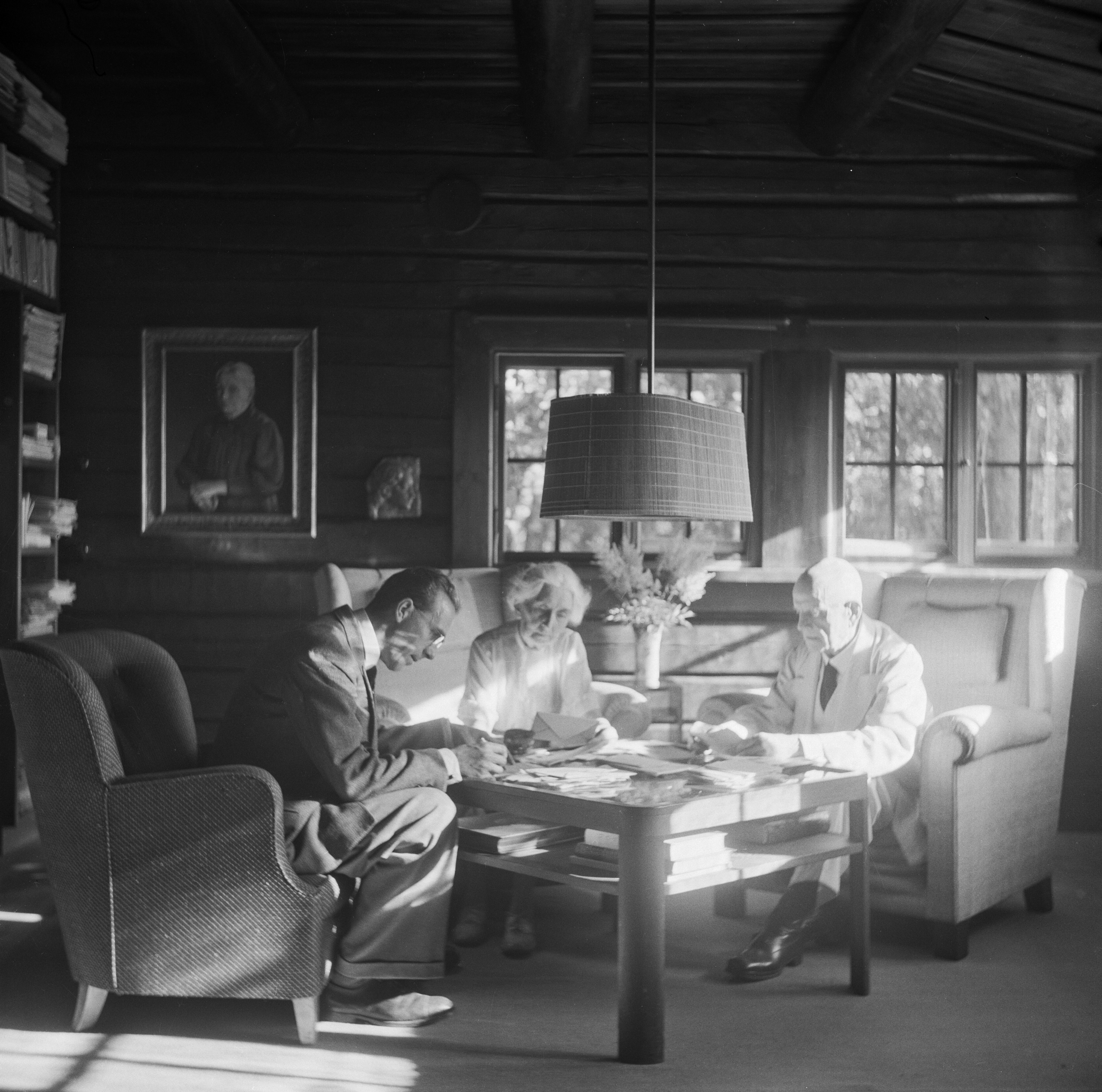
Santeri Levas (vlevo) s Aino a Jean Sibelius ve 40. letech, kontrolují denní poštu v Ainole

### Litaratura
- Liukkonen, Voitto (ed. ): Suuri kansalaishakemisto II (str. 135). Kustannusosakeyhtiö Puntari 1967.